# Санкции в связи со вторжением России на Украину (14 пакет)
Четырнадцатый пакет санкций в связи со вторжением России на Украину был принят с 24 июня по 10 декабря 2024 года за вторжение на Украину.

## Хронология

### 24 июня 2024 года
ЕС ввёл 14-й пакет санкций. Он включал в себя:
- санкции против 116 физических и юридических лиц. В список, среди прочих, внесли[1]:
  - певца Шамана (Ярославова Дронова); актёрa Ивана Охлобыстина; Арама Габрелянова, основателя холдинга NewsMedia (Life, Mash, Shot); главнокомандующего ВМФ России адмирала Александра Моисеева; Аймани Кадырову (мать Рамзана Кадырова); депутата Мосгордумы Марию Киселеву (бывшая ведущая шоу Слабое звено); Игоря Алтушкина (основателя Российской медной компании); Дмитрия Мезенцева (государственного секретаря Союзного государства); Таймураза Боллоева (президента пивоваренной компании Балтика); Алексея Гореславского (председатель АНО Институт развития интернета); миллиардера Романа Троценко; главу Росимущества Вадима Яковенко и др.[1]
  - международный детский центр Артек; Совкомфлот; Уральские авиалинии; общественный фонд имени Кадырова; Белорусский союз молодежи и др.[1]
- санкции против 4 россиянин и 2 украинцев за кибератаки[2]
- запрет на перегрузку в портах ЕС российского сжиженного природного газа (СПГ) для поставки в третьи страны[1]
- запрет новых инвестиций для завершения СПГ-проектов, таких как „Арктик СПГ-2“ и „Мурманск СПГ“[3]
- запрет использования системы передачи финансовых сообщений (SPFS), так называемого российского аналога SWIFT[3]
- запрет на доступ к портам и предоставление услуг судам, „способствующим российской войне“. Речь идет о судах, которые перевозят оружие для Москвы, похищенное украинское зерно или компоненты для строительства энергообъектов. Сюда же попали 27 танкеров из так называемого теневого флота Путина[3]
- расширение запрета на полеты бизнес-джетов в ЕС. Под новый запрет подпадают любые рейсы, в которых выходцы из РФ, российские граждане или компании могут „определять место и время взлета и посадки“[3]
- расширение запрета на перевозку товаров автомобильным транспортом по своей территории. Речь идет о транспортных компаниях и операторах ЕС, на 25 % или более принадлежащих российскому физическому или юридическому лицу[3]
- включение 61 новой компании в список непосредственно поддерживающих военно-промышленный комплекс России. К ним будут применены более жесткие экспортные ограничения в отношении товаров и технологий двойного назначения[3]
- запрет политическим партиям, фондам и неправительственным организациям получать финансирование из России[3]
- ограничения на прием заявок на регистрацию в ЕС некоторых прав интеллектуальной собственности от российских граждан и компаний, чтобы компенсировать действия российского правительства и судов, которые незаконно лишают владельцев прав интеллектуальной собственности ЕС их защиты в России[1].

Украина ввела и продлила санкции на 10 лет против 360 физлиц та 366 юрлиц. Отдельным пактом были введены санкции против 3 физлиц и 1 юрлица.

### 25 июня 2024 года
США объявили о санкциях против почти 50 юридических и физических лиц, являющихся филиалами „теневой банковской сети“ Ирана.
Литва денонсировала международный договор о правовой помощи с РФ.

### 28 июня 2024 года
ЕС ввёл санкции против крупнейшего в России оператора контейнерных перевозок „Трансконтейнер“ и его генерального директора Михаила Концерева, фирмы по оказанию финансовых услуг „Титул“ и её руководителя Дмитрия Белоглазова, компаний „Илиадис“ и Rasperia Trading Limited.
Албания, Босния и Герцеговина, Исландия, Лихтенштейн, Норвегия, Северная Македония, Украина и Черногория присоединились к расширению санкций ЕС от 21 мая 2024 года.
Республика Корея добавила 243 предмета, которые потенциально могут быть использованы в зарубежных странах, к списку товаров, экспорт которых регулируется в Россию и Беларусь. Они включают металлорежущее оборудование, части оптических приборов и датчики.

### 29 июня 2024 года
ЕС ввёл дополнительные санкции против Беларуси. Они включали:
- продление действия введенных ранее ограничений на экспорт товаров двойного назначения и передовых технологий
- дополнительный запрет на экспорт из ЕС предметов роскоши, а также товаров и технологий, связанных с морским судоходством
- запрет на импорт в страны ЕС из Беларуси алмазов, золота, угля, сырой нефти
- запрет на экспорт из стран ЕС в Беларусь товаров и технологий, используемых в сфере нефтепереработки и сжижении природного газа
- ограничения на предоставление Беларуси ряда услуг, в том числе бухгалтерских, аудиторских, налоговых, архитектурных, инженерных, юридических, а также консультаций в области информационных технологий и рекламы
- запрет на транзит через территорию Беларуси товаров и технологий двойного назначения, а также товаров, которые могут способствовать развитию её сектора обороны и безопасности
- ограничения на транспортировку грузов на территории ЕС на зарегистрированных в Беларуси прицепах и полуприцепах, даже если груз перевозит тягач, зарегистрированный за пределами страны.

### 4 июля 2024 года
Албания, Босния и Герцеговина, Грузия, Исландия, Лихтенштейн, Молдавия, Норвегия, Северная Македония, Украина и Черногория присоединились к расширению санкций ЕС за на незаконную аннексию Крыма и Севастополя от 17 июня 2024 года. Албания, Босния и Герцеговина, Исландия, Лихтенштейн, Северная Македония, Украина и Черногория также присоединились к санкциям ЕС от 24 июня 2024 года, запрещающим вещание 4 организаций.

### 8 июля 2024 года
Норвегия объявила о введении новых ограничений для российского рыболовного флота в трех портах, частично освобожденных от ранее введенных запретов.

### 9 июля 2024 года
Швейцария присоединилась к части 14-го пакета санкций ЕС, которая включала санкции против 69 физических лиц и 86 организаций. В отличие от санкций ЕС в Швейцарии „Voice of Europe“, „РИА Новости“, „Известия“ и „Российская газета“ не подверглись запрету, однако был наложен запрет на рекламу в них.

### 10 июля 2024 года
Албания, Босния и Герцеговина, Исландия, Лихтенштейн, Норвегия, Северная Македония, Украина и Черногория полностью присоеднились к 14-му пакету санкций ЕС от 24 июня 2024 года. Молдавия присоединилась к 14-му пакету санкций ЕС от 24 июня 2024 год в части санкций против 69 человек и 47 организаций.

### 11 июля 2024 года
Новая Зеландия ввела санкции против 7 лиц и 12 организаций, оказывающих военную поддержку российской агрессии, участвующих в незаконной передаче оружия из Северной Кореи в Россию для использования на Украине, а также иранских субъектов, оказывающих военную помощь России посредством производства и поставок беспилотников.

### 15 июля 2024 года
ЕС до 27 июля 2025 года продлил санкции против Ирана в связи с поддержкой им российской агрессии против Украины и вооружённых группировок на Ближнем Востоке.

### 16 июля 2024 года
Латвия запретила въезд зарегистрированных в Беларуси автомобилей.

### 18 июля 2024 года
Великобритания включила в санкционные списки в отношении России 11 нефтяных танкеров, включая „Залив Амурский“ и СКФ „Печора“.
Албания, Босния и Герцеговина, Исландия, Лихтенштейн, Молдавия, Норвегия, Северная Македония, Украина и Черногория присоединилась к санкциям ЕС от 28 июня 2024 года.

### 19 июля 2024 года
США ввели санкции против руководителей и основателей российской хакерской группировки Cyber Army of Russia Reborn (CARR) — Юлии Панкратовой и Дениса Дегтяренко.

### 22 июля 2024 года
ЕС продлил санкции против России за агрессию против Украины до 31 января 2025 года.

### 26 июля 2024 года
ЕС ввёл санкции против 28 человек в связи с ситуацией в Беларуси и участием Беларуси в российской агрессии против Украины.
Албания, Босния и Герцеговина, Исландия, Лихтенштейн, Молдавия, Норвегия, Северная Македония, Украина и Черногория присоединились к санкциям ЕС от 15 июля 2024 года.

### 30 июля 2024 года
США ввели санкции против 5 физических лиц и семи компаний, базирующихся в Иране, Китае и Гонконге, за их участие в иранской программе производства баллистических ракет и беспилотников.

### 8 августа 2024 года
Эстония ввела полный таможенный контроль на границе с Россией.

### 9 августа 2024 года
Великобритания ввела санкции против начальника ИК № 4 Дениса Толстенкова, бывшего начальника ИК № 1 Андрея Пальчика, начальника ИК № 3 Филиппа Стурченко и начальника ИК № 15 Алексея Лазаренко, а также Научно-исследовательского института электронных вычислительных машин (НИИЭВМ), работающего на нужды белорусского оборонного комплекса, и предприятий „СтанкоГомель“ и „Рухсервомотор“, который используется российским военно-промышленным комплексом.
Канада ввела санкции против лиц, причастных к нарушениям прав человека в Беларуси и поддержке незаконной агрессивной войны России против Украины, включая белорусских судей, произвольно признавших виновными защитников демократии и простых граждан за выражение несогласия с фальсификацией выборов 2020 года, а также предприятий оборонно-промышленного комплекса (ОПК).

### 15 августа 2024 года
Литва запретила въезд всех легковых авто, зарегистрированных в Беларуси.

### 21 августа 2024 года
Украина продлила санкции против подозреваемого в госизмене блогера Анатолия Шария, главного редактора сайта „Страна. UA“ Игоря Гужвы, так называемого главы „ДНР“ Дениса Пушилина, жены Анатолия Шария Ольги Шарий (Бондаренко), ООО „Шарий. Нет“, Фонда изучения исторической перспективы, АО „Бизнес Ньюс Медиа“, ООО „Ласмак“, ООО „Маджери“, ООО „Смарт Медиасеть“, ООО „Версия“, ООО „АННА-Ньюс“ и ООО „ЭРА-Медиа“, а также ряда других лиц и российских СМИ.
Швейцария предприняла дальнейшие шаги в поддержку 14-го пакета санкций ЕС против России — они включают уточнение запретов на российские алмазы, что делает их международно согласованными. Кроме того, Федеральный совет продлил сроки выдачи разрешений на изъятие инвестиций из РФ.

### 23 августа 2024 года
США ввели санкции против почти 400 человек и организаций, связанных с Россией. Попавшие в санкционные списки компании и физлица помогают Москве обходить санкции и поставляют ей товары и услуги, используемые в войне против Украины. Под санкции, в числе прочих, подпали сын и невестка министра обороны РФ Андрея Белоусова, „Московский ювелирный завод“, авиакомпании „Волга-Днепр“, AirBridgeCargo, „Норильск Авиа“, Магнитогорский металлургический комбинат, а также суда для перевозки сжиженного природного газа (СПГ).
ЕС отказал основателю „Альфа-Групп“ Михаилу Фридману в просьбе отменить введенные в отношении него санкции после решения Генерального суда ЕС о частичной отмене ограничений.
Албания, Босния и Герцеговина, Исландия, Лихтенштейн, Норвегия, Северная Македония, Украина и Черногория присоединились к санкциям ЕС против Беларуси от 26 июля 2024 года.

### 24 августа 2024 года
США предупредили страны, торгующие с Россией, о риске попасть под вторичные санкции, если они позволят российским банкам открывать местные филиалы для финансирования поставок товаров для российского ВПК.

### 2 сентября 2024 года
Украина ввела санкции против 175 субъектов, 164 физических и 11 юридических лиц. Это компании, вовлеченные в обслуживание аэродромов совместного базирования Министерства обороны РФ, Федеральной службы безопасности России, российской Нацгвардии, транспортирующие военную технику, боеприпасы, оборудование и запасы к линиям боевого столкновения и импортирующие подсанкционные товары — оружие, компоненты для ВПК — из Ирана и Северной Кореи.

### 5 сентября 2024 года
США ввели санкции:
- в отношении 2 российских пропагандистских организаций и 10 человек. Среди них: телеканал RT и АНО „Диалог“, главный редактор RT Маргарита Симоньян и 5 сотрудников телеканала, директор АНО „Диалог“ Владимир Табак, а также 3 человека, связанные с прокремлевской хакерской группой RaHDit[39].
- против 2 компаний и 2 судов, связанных с экспортом сжиженного природного газа в рамках российского проекта „Арктик СПГ 2“: компании Gotik Energy Shipping Co и Plio Energy Cargo Shipping OPC PVT LTD, суден New Energy и Mulan[40].

### 6 сентября 2024 года
Молдавия перестала принимать денежные переводы из России по платежной системе „Золотая Корона“.

### 10 сентября 2024 года
Евротройка аннулировала двусторонние соглашения с Ираном о воздушном сообщении.
США ввели санкции против:
- 2 судоходных компаний с головными офисами в России: Vafa Wholesale Ltd и Sea River Service Limited Liability Company
- судоходная компания „Трансморфлот“ и генеральный директор компании „Морской торговый порт Оля“ Джамалдин Пашаев
- суда: „Борис Кустодиев“, „Композитор Рахманинов“, „Омский-103“, „Омский-119“, „Порт Оля — 3“, Порт Оля — 4», Vafa, Vafa-1, «Закамск».

Великобритания ввела санкции против:
- 10 иранских и российских юридических и физических лиц. Среди них: СЭЗ «Энзели», компании Baharestan Kish, Saad Sazeh Faraz Sharif и Chekad Sanat Faraz Asia, Воздушно-космические силы, командование военно-транспортной авиации РФ и 924-й государственный центр беспилотной авиации
- 5 российских кораблей, среди которых: «Балтийский», «Омский-103», «Муса Джалиль».

### 12 сентября 2024 года
ЕС продлил на 6 месяцев, до 15 марта 2025 года, действие индивидуальных ограничительных мер против тех, кто несёт ответственность за подрыв или угрозы территориальной целостности, суверенитета и независимости Украины.

### 13 сентября 2024 года
США ввели санкции против:
- 3 юридических лиц. С реди них медиахолдинг «Россия сегодня», который охватывает, среди прочего, информагентство «РИА Новости» и агентство и радио Sputnik, и автономная некоммерческая организация «ТВ-Новости» — юридического лица пропагандистского телеканала иновещания RT и АНО «Евразия», занимающейся распространением «культурной дипломатии» РФ за рубежом
- генерального директора «России сегодня» Дмитрия Киселева и руководительницы АНО «Евразия» Нелли Парутенко.

### 19 сентября 2024 года
США ввели санкции против MRB Bank, TSMRBank и его вице-президента Дмитрия Никулина, банка «Российская финансовая корпорация», Timer Bank, компании Stroytreyd.
Украина ввела санкции против 6 физических лиц и более 40 юридических лиц из РФ, Ирана и КНР.

### 24 сентября 2024 года
Новая Зеландия ввела санкции против 5 физических и 6 юридических лиц из России и Беларуси.

### 26 сентября 2024 года
США наложили санкции на вероятную российскую операцию по отмыванию денег Cryptex и обнародовали обвинения против 2 граждан России.
Великобритания ввела санкции против 5 судов и 2 ассоциированных с ними юридических лиц, причастных к перевозке российского сжиженного природного газа, в частности с передового российского проекта Arctic LNG 2.

### 1 октября 2024 года
США, Великобритания и Австралия ввели санции против 7 человек и 2 организаций, связаных с российской киберпреступной группой Evil Corp и хакерской группой под названием LockBit.
Литва отменила соглашения с Беларусью и Россией о содействии и защите инвестиций, а также соглашение с Россией об избежании двойного налогообложения доходов и капитала и предотвращении налоговых нарушений.

### 4 октября 2024 года
Литва запретила поездки в Беларусь и Россию лицам, работающим с секретной информацией.

### 7 октября 2024 года
Норвегия присоединилась к санкциям ЕС против Беларуси от 29 июня 2024 года.

### 8 октября 2024 года
Европейский союз установил новую систему ограничительных мер в ответ на дестабилизирующие действия России за рубежом.
Великобритания ввела санкции в отношении РФ за использовании химического оружия на поле боя на Украине. Санкциям біли подвергнуты российские войска радиационной, химической и биологической защиты (РХБЗ) ВС РФ и их командующий Игорь Кириллов, 27-й и 33-й научно-исследовательские центры Минобороны РФ.
Украина ввела санкции против:
- 90 физических и 4 юридических лиц
- 57 предприятий, помогающих военному производству России, в том числе и 1 китайской компании.

### 11 октября 2024 года
Великобритания ввела санкции против Андрея Мельниченко и Григория Березкина.
Албания, Босния и Герцеговина, Исландия, Лихтенштейн, Молдавия, Норвегия, Северная Македония, Украина и Черногория присоединились к санкциям ЕС от 12 сентября 2024 года.

### 14 октября 2024 года
Европейский союз ввёл санкции против:
- 7 физических и 7 юридических лиц из Ирана[61]
- башкана (главы) Гагаузии Евгении Гуцул, заместителя Гуцул и советника по связям со СМИ Михаила Влаха, заместителя начальника управления внешних связей Гагаузии Юрия Кузнецова и заместителя председателя исполнительного комитета и депутата Национального собрания региона Ильи Гузуна, а также базирующейся в России неправительственной ассоциации «Евразия»[62].

### 15 октября 2024 года
Австралия ввела финансовые санкции в отношении 5 граждан Ирана, занимающих руководящие должности в организациях, участвующих в национальной ракетной программе исламской республики.

### 17 октября 2024 года
Великобритания ввела санкции против:
- 18 нефтяных танкеров
- 4 танкеров для перевозки сжиженного природного газа
- АО «Русгаздобыча».

США ввели санкции в отношении 3 компаний и 1 физлица, связанных с разработкой и производством ударных беспилотников серии «Гарпия».

### 18 октября 2024 года
Панама ввела правовой механизм, позволяющий немедленно отозвать регистрационные и навигационные лицензии для судов национального торгового флота, фигурирующих в списках санкций ООН, ЕС, США и Великобритании. Кроме того, любые другие навигационные документы, изданные Панамой, также будут недействительны.

### 24 октября 2024 года
Литва разорвала соглашение про торговое судоходство с Россией.
Албания, Босния и Герцеговина, Исландия, Лихтенштейн, Молдавия, Норвегия, Северная Македония, Украина и Черногория присоединились к санкциям ЕС от 14 октября 2024 года против башкана (главы) Гагаузии Евгении Гуцул, заместителя Гуцул и советника по связям со СМИ Михаила Влаха, заместителя начальника управления внешних связей Гагаузии Юрия Кузнецова и заместителя председателя исполнительного комитета и депутата Национального собрания региона Ильи Гузуна, а также базирующейся в России неправительственной ассоциации «Евразия».
Ассоциация европейских государственных почтовых операторов «PostEurop» исключила Россию и Беларусь из совего состава.

### 28 октября 2024 года
Великобритания ввела санкции против 3 российских дезинформационных агентств и 3 высокопоставленных лиц.

### 29 октября 2024 года
Европейский союз продлил до 31 октября 2024 года санкции против руководства Приднестровского региона Республики Молдова.

### 30 октября 2024 года
CША ввели санкции против почти 400 юридических и физических лиц в 17 странах, которые, по данным США, поставляли России передовые технологии, необходимые ей для поддержки военного комплекса. Также было объявлено объявило о торговых ограничениях против 40 иностранных компаний, «закупающих от имени России приоритетную микроэлектронику и другие товары под американскими брендами».
Швейцария присоединилась к санкциям ЕС против Беларуси от 29 июня 2024 года.

### 3 ноября 2024 года
Частично признанная Китайская Республика (Тайвань):
- полностью прекратила поставки станков, которые могут использоваться на военных предприятиях, в Россию
- ужесточила правила экспортного контроля.

### 6 ноября 2024 года
Панама лишила 4 судна, попавшие под санкции США, своего флага.

### 7 ноября 2024 года
Великобритания ввела санкции против 56 организаций и физических лиц, включая: компанию «Зенит Финанс», воюющую на Украине бригаду футбольных фанатов «Эспаньола», производителя электронных компонентов «Элесар-групп» и конструкторское бюро «Навес», членов ЧВК «Вагнер», её преемника «Африканского корпуса» и их командующих, воюющих в странах Африки, Дениса Сергеева.

### 8 ноября 2024 года
Украина:
- расторгла соглашение по воздушному сообщению с Ираном[77]
- ввела санкции против 90 физических лиц, среди которых есть граждане РФ, Украины и Кипра, и 57 компаний, связанных с российской оборонной промышленностью, среди которых: «Ростех», «Промышленные компоненты КАМАЗ», «КАМАЗ тормозные системы», «Уралвагонзавод-Транс» и несколько китайских компаний[78].

### 11 ноября 2024 года
Албания, Босния и Герцеговина, Грузия, Исландия, Лихтенштейн, Норвегия, Северная Македония, Украина и Черногория присоединились к санкциям ЕС от 29 октября 2024 года.

### 12 ноября 2024 года
Украина ввела санкции против 15 физических лиц и 102 компаний из России и Беларуси.

### 18 ноября 2024 года
Европейский союз:
- ввёл санкции против иранского морского перевозчика IRISL (Islamic Republic of Iran Shipping Lines) и его директора Мохаммада Резы Хиабани, российских судоходных компаний «МГ Флот», «ВТС-Брокер» и «Арапакс»
- для компаний ЕС был закрыт доступ в иранские свободные экономические зоны «Амирабад» и «Энзели» за исключением судов, следующих с гуманитарными целями
- запретил экспорт, передачу, поставку или продажу из ЕС в Иран компонентов, используемых при разработке и производстве ракет и БПЛА
- запретил любые операции с портами, которые используются для передачи РФ иранских дронов или ракет, связанных с ними технологий и компонентов.

Великобритания ввела санкции против IRISL, а также против государственной авиакомпании Iran Air и грузового судна «Порт Оля-3» за его роль в транспортировке военных грузов в Россию.

### 19 ноября 2024 года
Великобритания ввела санкции против организаций и физических лиц, причастных к «насильственной депортации и попытке индоктринации украинских детей со стороны российского государства». Среди них: организации «Юнармия» и «Авангард», а также 8 человек.

### 20 ноября 2024 года
Лихтенштейн присоединился к санкциям ЕС против Беларуси от 29 июня 2024 года.

### 21 ноября 2024 года
США ввели санкции против более 50 российских банков, 40 регистраторов ценных бумаг и 15 чиновников, связанных с финансовой сферой, вклюая «Газпромбанк», «БКС-банк», банки «Центрокредит», «ДОМ.РФ», «Синара».

### 22 ноября 2024 года
Украина лишила государственных наград 34 человека — бывших чиновников и экс-депутатов Украины, а также российских политических, религиозных и культурных деятелей.

### 25 ноября 2024 года
Великобритания ввела санкции против 30 танкеров теневого флота России и связанных с ними персон и фирм, которые тайно, в обход ограничений, торговали российской нефтью. Среди них: танкер Mikati под флагом Сьерра-Леоне, Neomi (под флагом Панамы), Python (под флагом Барбадоса), Chilli (под флагом Антигуа и Барбуда), «АльфаСтрахование» и страховой дом ВСК.

### 2 декабря 2024 года
Украина ввела санкции против 57 граждан Российской Федерации и 52 компании, большинство из которых зарегистрированы в России, 1 — в Казахстане.
Панама отменила регистрацию 6 суден, попавших под санкции Великобритании.

### 9 декабря 2024 года
CША ввели санкции в отношении десятков предприятий и лиц, которые, по их мнению, были причастны к глобальной сети контрабанды золота.
Великобритания заморозила активы 4 человек, причастных к контрабанде золота, и ещё 1, купившего российское золото на сумму более $300 млн и таким образом обеспечвшего доход российскому правительству.

### 10 декабря 2024 года
Канада ввела санкции против 9 лиц, причастных к пыткам и смертям украинцев.